# Коломбара-Калмазино (Верона)
Коломбара-Калмазино је насеље у Италији у округу Верона, региону Венето.
Према процени из 2011. у насељу је живело 30 становника. Насеље се налази на надморској висини од 133 м.